# Jugendkirche (Hamburg-Bahrenfeld)

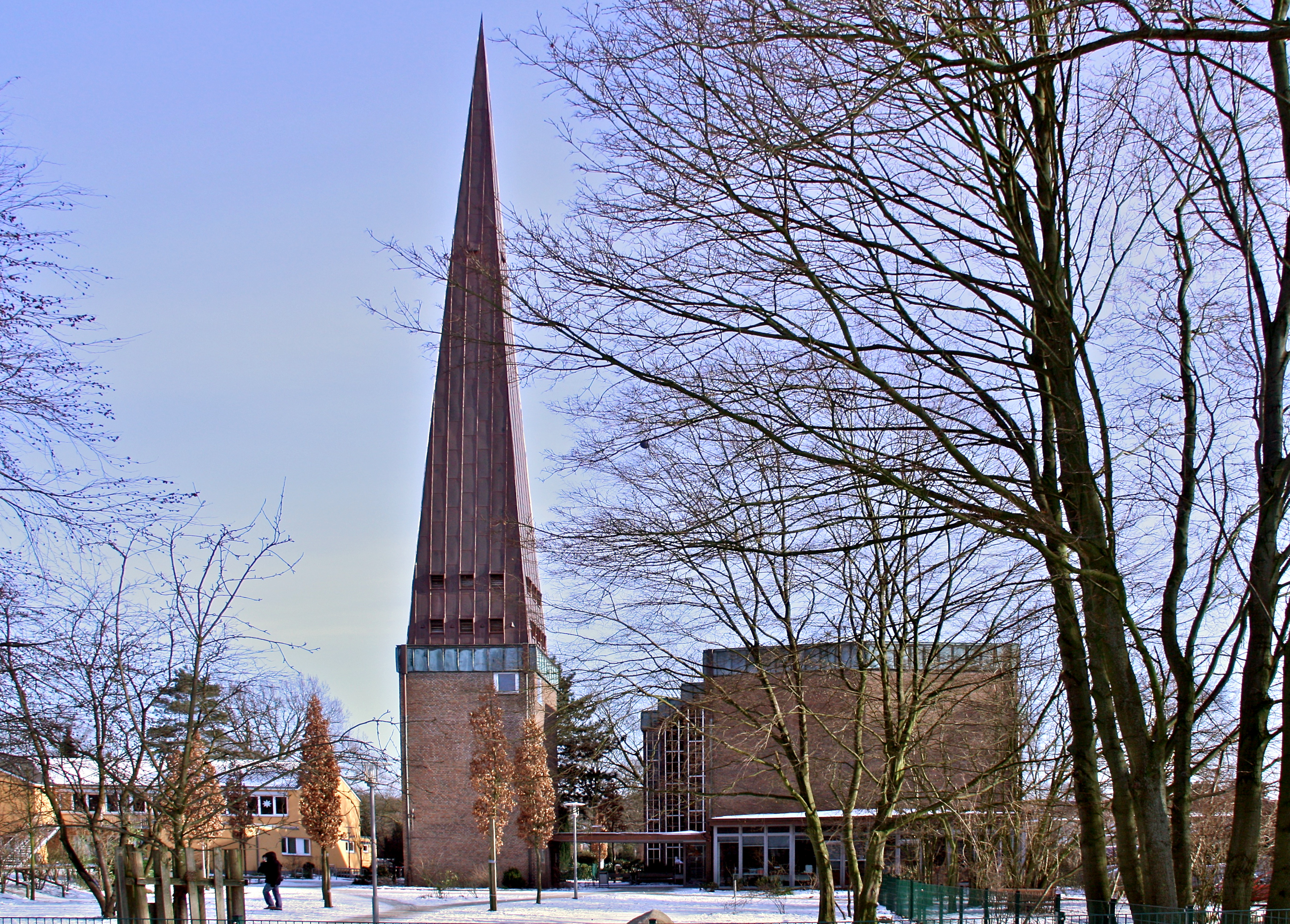
Gebäude der Jugendkirche, links des Kirchturms die Bugenhagenschule

Die evangelisch-lutherische Jugendkirche befindet sich im Hamburger Stadtteil Bahrenfeld. Die Bugenhagenkirche Groß Flottbek wurde 1965 erbaut und 2008 unter neuem Namen für die Jugendarbeit der Nordkirche umgewidmet.

## Geschichte
Die Gemeinde der Bugenhagenkirche bildete sich 1960 aus der Groß Flottbeker Kirche. Die Bugenhagenkirche Groß Flottbek wurde nach Entwürfen des Architekten Curt Erler gebaut und 1965 eingeweiht. 1968 wurde die Beckerath-Orgel geweiht. Die 1965 erbaute Bugenhagenkirche Groß Flottbek steht Zeit ihrer Existenz auf Bahrenfelder Boden. Die Grenzen der evangelischen Kirchengemeinden stimmen in Hamburg nicht immer mit den Stadtteil-Grenzen überein, so auch hier: Die Kirche gehörte zum Kirchgemeindebezirk Groß Flottbek, wenn auch Groß Flottbek das Gebiet nördlich der Osdorfer Landstraße schon 1939 an Bahrenfeld verloren hatte. Daher wird die Kirche teilweise umgangssprachlich dem Bezirk Groß Flottbek zugeordnet, was spätestens seit 2008 weder geographisch noch kirchlich richtig ist.
Die Gemeinde der Bugenhagenkirche bestand bis 2002, als sie mit der Gemeinde Groß Flottbek fusioniert wurde. 2007 beschlossen die vier Kirchenkreise Altona, Blankenese, Niendorf und Pinneberg, die 2009 zum Kirchenkreis Hamburg-West/Südholstein fusioniert wurden, den Umbau und die Umnutzung der Kirche für die Jugendarbeit. 2008 wurde die Kirche nach ihrem Konzept in Jugendkirche umbenannt und eingeweiht. Die 2006 gegründete Bugenhagenschule Groß Flottbek ist der Jugendkirche benachbart und nutzt das ehemalige Gemeindehaus der Kirche. Die Grundschule wird von der Evangelischen Stiftung Alsterdorf getragen.

## Gebäude

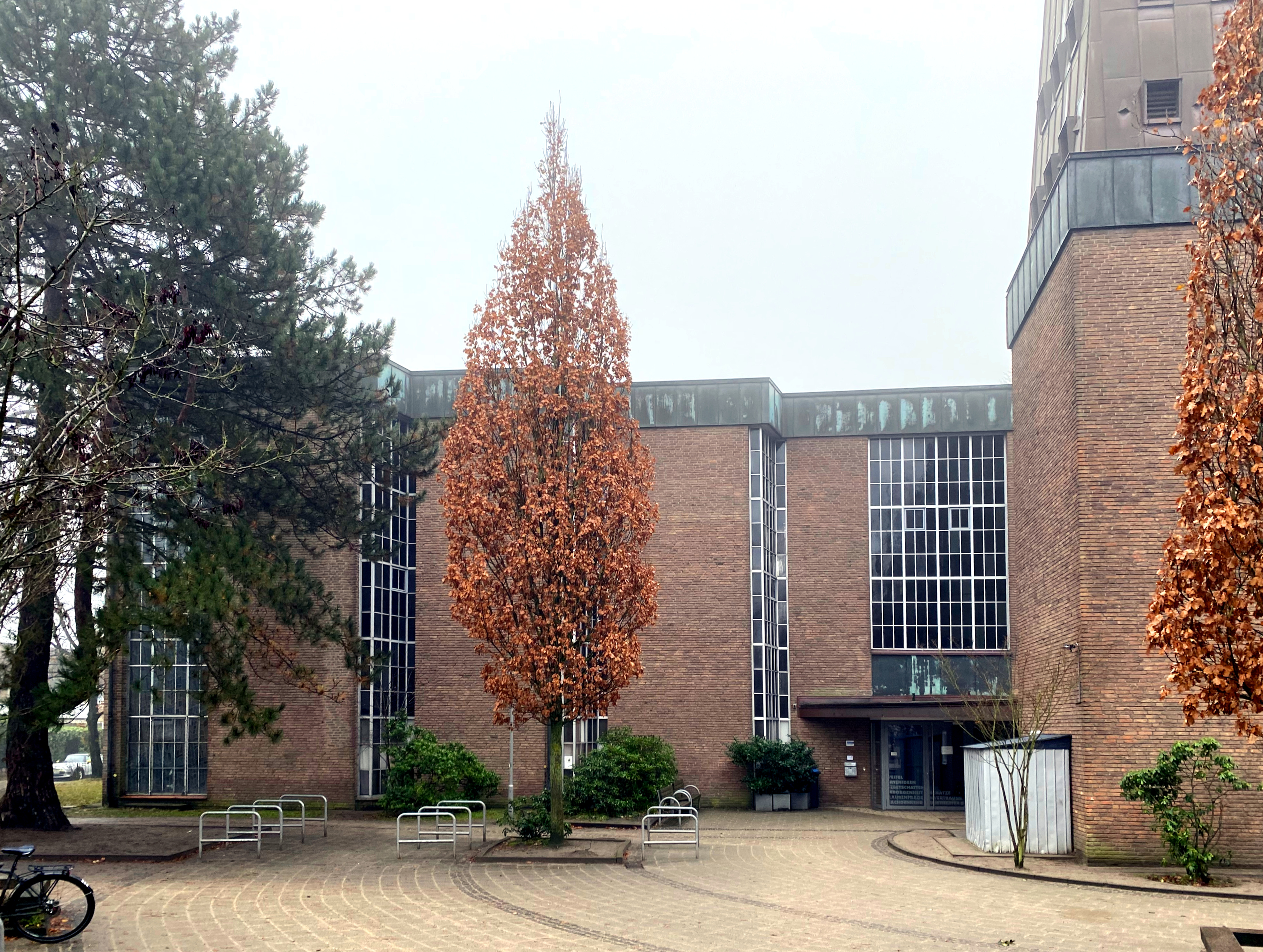
Nordseite des Kirchenschiffs, rechts (angeschnitten) der Kirchturm

Die Kirchgebäude besteht aus einer Halle mit Flachdach. Der Grundriss verjüngt sich in Richtung Westen trapezförmig, an den Rücksprüngen befinden sich raumhohe Fenster. Der Kirchturm ist vom Kirchenschiff abgesetzt und mit einem pyramidenförmigen Spitzdach bekrönt. Kirchenschiff und Kirchturm haben eine Backsteinfassade, die Kirchturmspitze ist mit Kupfer gedeckt.
Das Kirchengebäude mit Turm und Verbindungstrakt steht unter Denkmalschutz.